# Un giorno di regno
Un giorno di regno, ossia il finto Stanislao is een melodramma giocoso (opera buffo, ofwel komische opera) van Giuseppe Verdi op een Italiaans libretto van Felice Romani, gebaseerd op het toneelstuk Le faux Stanislas van Alexandre Vincent Pineu-Duval.
Un giorno di regno was Verdi's eerste en gedurende lange tijd laatste poging om een komische opera te schrijven.

De première vond plaats in het Teatro alla Scala in Milaan op 5 september 1840. De première was een mislukking en omdat Verdi zelf in de orkestbak zat tijdens de uitvoering kon hij de reactie van het publiek rechtstreeks waarnemen. Verdi, en de critici waren dat met hem eens, was van mening dat de mislukking deels het gevolg was van de persoonlijke omstandigheden waaronder hij verkeerde toen hij de opera schreef: zijn eerste echtgenote, Margherita Barezzi stierf tijdens de periode waarin hij dit werk schreef, niet bepaald ideaal voor een komedie. La Scala liet de overige geplande uitvoeringen niet meer doorgaan, en het werk werd niet eerder dan in 2001 (!) opnieuw op het programma gezet. Andere producties tijdens het leven van Verdi in Italië vonden plaats in Venetië in 1845, in Rome in 1846, en Napels in 1859. Verdi deed pas weer een poging een komedie te schrijven aan het einde van zijn carrière, met Falstaff.

## Rolverdeling
- Cavaliere di Belfiore, een Franse officier 
onder de naam van Stanislao van Polen - bariton
- Baron di Kelbar - bas
- De markiezin del Poggio, een jonge weduwe, 
de nicht van de Baron, verliefd op Belfiore - sopraan
- Giulietta di Kelbar, de dochter van de Baron, en Edoardo’s geliefde - mezzosopraan
- Edoardo di Sanval, een jonge officier, 
de neef van la Rocca - tenor
- La Rocca, Minister van Financiën van Bretagne – bas
- Graaf Ivrea, Commandant van Brest, 
verloofd met de markiezin - tenor
- Delmonte, stalmeester van Stanislao – bas
- Bedienden, kamermeisjes, en vazallen van de baron

## Synopsis
De opera vertelt het verhaal van de Poolse monarch koning Stanislaus Leszczyński, die zich verborgen houdt vanwege een opvolgingsoorlog. Om de hem toekomende troon weer in bezit te nemen stuurt hij een Franse officier, Cavaliere di Belﬁore, als lokaas naar het kasteel van Barone di Kelbar, de overweldiger. De Baron heeft onlangs een politieke alliantie gesloten door zijn dochter, Giuletta, te laten verloven met La Rocca, de minister van financiën van Bretagne. Alleen geeft Giuletta de voorkeur aan diens neef, Edoardo. Bij een ander toekomstig ongewenst huwelijk is de nicht van de Baron, de markiezin del Poggio betrokken: zij is een jonge weduwe die verliefd is op Belfiore, maar zich inmiddels heeft verloofd met Graaf Ivrea omdat Belfiore zichzelf er niet toe kon brengen zich te committeren, dit ondanks het feit dat hij van haar houdt. Op de dag dat de werkelijke koning zijn manoeuvres uitzet om zijn troon te herwinnen blokkeert de valse koning het huwelijk van Giuletta. Hij is verrast de markiezin in Bretagne tegen te komen, en zij is evenzeer verbaasd als zij hem herkent. Ze doet echter alsof ze hem niet herkend heeft, terwijl hij, om zijn dekmantel niet te prijs te geven, doet alsof hij niet weet wie zij is. Er vindt een ware veldslag van geestigheden en spitsvondigheden plaats en er worden allerlei complotten gesmeed voordat de totaal in de knoop geraakte situatie weer wordt ontward.

## Belangrijke aria's
- Compagnoni di Parigi...Verrà purtroppo il giorno - Cavaliere di Belfiore in het eerste bedrijf, scène 1
- Grave a core innamorato...Se dee cader la vedova - Marchesa del Poggio in het eerste bedrijf, scène 1
- Non san quant'io nel petto...Non vo' quel vecchio - Giulietta di Kelbar in het eerste bedrijf, scène 2
- Pietoso al lungo pianto...Deh lasciate a un alma amante - Edoardo in het tweede bedrijf, scène 1
- Si mostri a chi l'adora...Si, scordar saprò l'infido - Marchesa del Poggio in het tweede bedrijf, scène 2

## Geselecteerde opnamen
| Jaar | Rolverdeling (Di Belfiore, Kelbar, Marchesa, Edoardo)           | Dirigent, operagezelschap en orkest                                     | Label                                    |
| ---- | --------------------------------------------------------------- | ----------------------------------------------------------------------- | ---------------------------------------- |
| 1951 | Renato Capecchi, Sesto Bruscantini, Lina Pagliughi, Juan Oncina | Alfredo Simonetto, Orchestra Lirica e Coro della RAI Milano             | Audio CD: Warner-Fonit Cat: 8573-82664-2 |
| 1973 | Ingvar Wixell, Jessye Norman, Fiorenza Cossotto, José Carreras  | Lamberto Gardelli, Royal Philharmonic Orchestra en de Ambrosian Singers | Audio CD: Philips Cat: 422429            |

Opmerking: "Cat:" staat voor catalogusnummer van de maatschappij.